# اچ‌ام‌اس بلیزر (پی۲۷۹)
اچ‌ام‌اس بلیزر (پی۲۷۹) (به انگلیسی: HMS Blazer (P279)) یک کشتی است که طول آن 20.8 m (68 ft 3 in) می‌باشد.